# Proportiecanon
De proportiecanon is een techniek in de polyfone muziek om meerdere partijen uit één genoteerde stem af te leiden, waarbij de melodie strikt bewaard blijft, zoals in de imitatiecanon, maar de metrische structuur per stem anders wordt. Elke partij zingt of speelt namelijk in een andere 'maat' of 'mensuur' (vandaar ook de naam 'mensuratiecanon'): een tweede stem voert exact de melodie van de eerste stem uit, maar bijvoorbeeld met halvering van de notenwaarden (volgens de proportie: 2:1). 
Het bekendste voorbeeld van een proportiecanon is wellicht de 'Missa prolationum' van de Vlaamse polyfonist Johannes Ockeghem, die volledig volgens deze techniek is opgebouwd. Andere voorbeelden komen voor in het Agnus Dei van de 'Missa l'homme armé super voces musicales' van Josquin Desprez (3-stemmige canon) en de 'Missa L'homme armé' van Pierre de la Rue (4-stemmige canon).